# Laurent Neumann
Pour les articles homonymes, voir Neumann.
Laurent Neumann, né le 13 avril 1964 à Rueil-Malmaison (Hauts-de-Seine), est un journaliste français.

## Biographie
De confession juive et d'origine hongroise, il est scolarisé au collège-lycée Passy-Buzenval à Rueil-Malmaison, il est titulaire d’une double maîtrise en sciences politiques et en droit privé, obtenue à l’Université Paris II Panthéon-Assas.
De 1985 à 1986, il est pigiste au Figaro et à RTL. De 1986 à 1990, il est chef de la rubrique entreprise au magazine Stratégie. En 1988, il est journaliste au service France à Antenne 2. Entre 1990 et 1992, il est journaliste chargé des médias au service France de L'Événement du jeudi (EDJ). De 1992 à 1995, il est chef du service société-investigations-médias à l’EDJ. De 1995 à 1997, il est rédacteur en chef adjoint au service France à l’EDJ. En 1997, il collabore à l’émission Le Vrai Journal sur Canal+. Depuis 1997, il est responsable de la rubrique médias et cinéma à L'Histoire. Entre 1997 et 1999, il est rédacteur en chef au service culture et médias à Marianne. Entre 1999 et 2000, il est chroniqueur littéraire à l’émission Campus sur France 2 et à LCI, et également directeur adjoint de la rédaction à l’EDJ. En 2000, il est directeur de la rédaction à l’Evénement-France soir. En 2001, il est aussi pigiste à L'Express.
Il a dirigé pendant treize ans (2001-2013) la rédaction de l'hebdomadaire Marianne et de son ancêtre L'Événement-France Soir. À cet égard il fut régulièrement invité à l'émission de débat des rédac' chefs, Entre les lignes (sur La Chaîne parlementaire).
À partir de juillet 2014, il anime un débat quotidien d'actualité avec Éric Brunet à 7 h 50 dans Bourdin Direct, sur RMC, et est régulièrement invité à débattre sur un autre média du groupe NextRadioTV : BFM TV. Depuis septembre 2014, il est éditorialiste politique au Point.
Le 15 janvier 2017, il anime avec Laurence Ferrari et Ruth Elkrief, le second débat de la primaire présidentielle de la Belle Alliance Populaire, opposant les sept candidats, diffusé sur BFM TV et I-Télé.
Entre 2017 et 2019, il participe en tant qu'éditorialiste politique à l'émission Et en même temps entre 18 h et 20 h sur BFM TV.
En septembre 2019, il remplace Thierry Arnaud dans l'émission 20h Politique présentée par Alain Marschall du lundi au jeudi entre 20 h et 20 h 30. Il présente également une nouvelle émission avec Éric Brunet intitulée Brunet/Neumann, du lundi au vendredi (12 h - 14 h sur RMC) et le vendredi (19 h - 20 h 30 sur BFM TV) .
Brunet/Neumann n'est pas reconduit à la rentrée 2020 en raison du départ d'Éric Brunet du groupe NextRadioTV[réf. nécessaire]. Par ailleurs, il participe, avec Emmanuel Lechypre, à un nouveau show baptisé Neumann/Lechypre et piloté par Laure Closier. Ce nouveau programme est diffusé du lundi au vendredi entre 12 h et 15 h sur RMC et RMC Story à partir du 21 septembre 2020.

## Œuvres
- Les dieux de la télé existent, je les ai rencontrés, Plon, 1995.
- Vivant! Entretiens avec Gérard Depardieu, Plon, 2004.
- Les Dessous de la campagne, Paris, Fayard, 9 mai 2012, 430 p. (ISBN 978-2-213-66897-0)Ouvrage relatif à la campagne pour l'élection présidentielle française de 2012, entre le 1er janvier et le 5 mai 2012.
- Les Dessous de la campagne 2017, Calmann-Lévy, 2017.